# يوسوك ياماغاتا
يوسوك ياماغاتا (باليابانية: 山形雄介؛ بالكانا: ヤマガタ ユウスケ) هو لاعب كرة قدم ياباني، ولد في 14 يوليو 1986 في موريوكا في اليابان. لعب مع نادي أس بي كيوتو لكرة القدم.

## وصلات خارجية
- يوسوك ياماغاتا على موقع قاعدة بيانات كرة القدم.إي يو (الإنجليزية)
- يوسوك ياماغاتا على موقع Soccerway.com (الإنجليزية)